# Lapskaus

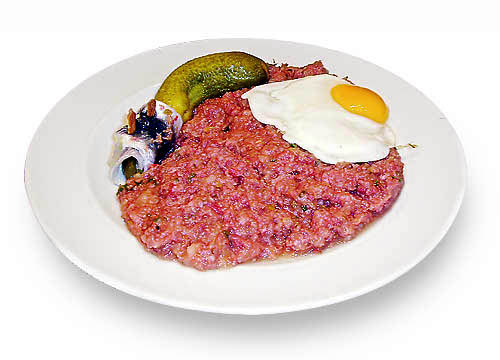
Noord-Duitse variant van Labskaus

Lapskaus of Labskaus is een gerecht uit de Noorse keuken. Een variant bestaat ook in Noord-Duitsland en Denemarken, vooral populair in de havensteden Hamburg en Bremen, waar het als een traditioneel zeemansgerecht bekendstaat. Ook in de omgeving van Liverpool is sinds begin 18e eeuw een variant op dit gerecht bekend onder de naam lobscouse of scouse; er zou een etymologisch verband bestaan met de bijnaam van de inwoners van Liverpool, Scousers.
Het is een mengeling van vlees, aardappel, ui, vet, wortel, selderij en kruiden. In Duitsland wordt veelal cornedbeef gemixt met aardappelpuree, zodat een egale brij met een roze kleur ontstaat. Deze wordt met een spiegelei bedekt en geserveerd met rode bieten, augurken en zure haring. 